# Anopheles culicifacies
Anopheles culicifacies (sensu lato) là một trong những vectors bệnh sốt rét trên tiểu lục địa Ấn Độ. Nó được ghi nhận là một species complex bao gồm các loài 5 sibling được phân loại A, B, C, D và E. Nó thích đậu ở trong nhà, trong các chuồng gia súc. Nó hút máu gia súc.